# Liste der Botschafter der Vereinigten Staaten in Panama
Der Botschafter der Vereinigten Staaten von Amerika in Panama ist der bevollmächtigte Botschafter (bis 1939 Gesandter) der Vereinigten Staaten von Amerika in Panama seitdem der Staat unterstützt durch die USA seine Unabhängigkeit von Großkolumbien erlangte. Diplomatische Beziehungen wurden 1931, 1949, 1964, 1968 und 1989 kurzzeitig unterbrochen.

## Botschafter
| Amtszeit  | Name                           | Bemerkungen                                                                         |
| --------- | ------------------------------ | ----------------------------------------------------------------------------------- |
| 1903–1904 | William Insco Buchanan         |                                                                                     |
| 1904–1905 | John Barrett                   |                                                                                     |
| 1905–1906 | Charles Edward Magoon          |                                                                                     |
| 1906–1909 | Herbert Goldsmith Squiers      |                                                                                     |
| 1910      | Robert Stockwell Reynolds Hitt |                                                                                     |
| 1910      | Thomas Cleland Dawson          |                                                                                     |
| 1911–1913 | Henry Percival Dodge           |                                                                                     |
| 1913–1921 | William Jennings Price         |                                                                                     |
| 1921–1930 | John Glover South              |                                                                                     |
| 1930–1933 | Roy Tasco Davis                | Diplomatische Beziehungen 1931 kurzzeitig abgebrochen                               |
| 1933–1935 | Antonio Cornelius Gonzalez     |                                                                                     |
| 1935–1937 | George Thomas Summerlin        |                                                                                     |
| 1937–1939 | Francis Patrick Corrigan       |                                                                                     |
| 1939–1941 | William Dawson Jr.             |                                                                                     |
| 1941–1943 | Edwin Carleton Wilson          |                                                                                     |
| 1944–1945 | Avra Milvin Warren             |                                                                                     |
| 1945–1948 | Frank Thomas Hines             |                                                                                     |
| 1948–1951 | Monnett Bain Davis             | Diplomatische Beziehungen 1949 kurzzeitig abgebrochen                               |
| 1951–1953 | John Cooper Wiley              |                                                                                     |
| 1954–1955 | Selden Chapin                  |                                                                                     |
| 1955–1960 | Julian Fiske Harrington        |                                                                                     |
| 1960–1963 | Joseph Simpson Farland         |                                                                                     |
| –1964     | Wallace Wyman Stuart           | Chargé d’Affaires ad interim, Diplomatische Beziehungen 1964 kurzzeitig abgebrochen |
| 1964–     | Henry Landes Taylor            | Chargé d’Affaires ad interim                                                        |
| 1964–1965 | Jack Hood Vaughn               |                                                                                     |
| 1965–1969 | Charles Wallace Adair Jr.      | Diplomatische Beziehungen 1968 kurzzeitig abgebrochen                               |
| 1969–1974 | Robert Marion Sayre            |                                                                                     |
| 1974–1978 | William John Jorden            |                                                                                     |
| 1978–1982 | Ambler Holmes Moss Jr.         |                                                                                     |
| 1982–1986 | Everett Ellis Briggs           |                                                                                     |
| 1986–1990 | Arthur H. Davis Jr.            | Diplomatische Beziehungen 1989 kurzzeitig abgebrochen                               |
| 1990–1994 | Deane Roesch Hinton            |                                                                                     |
| 1994–1995 | Oliver P. Garza                | Chargé d’Affaires ad interim                                                        |
| 1995–1998 | William J. Hughes              |                                                                                     |
| 1999–2001 | Simon Ferro                    |                                                                                     |
| 2002–2005 | Linda Ellen Watt               |                                                                                     |
| 2005–2008 | William A. Eaton               |                                                                                     |
| 2008–2010 | Barbara Jean Stephenson        |                                                                                     |
| 2010–2012 | Phyllis Marie Powers           |                                                                                     |
| 2012–2015 | Jonathan D. Farrar             |                                                                                     |
| 2016–2018 | John D. Feeley                 |                                                                                     |
| 2018–2020 | Roxanne J. Cabral              | Chargé d’Affaires ad interim                                                        |
| 2020–     | Stewart Tuttle                 | Chargé d’Affaires ad interim                                                        |